# 결벽남자! 아오야마군
《결벽남자! 아오야마군》(일본어: 潔癖男子！青山くん)은 사카모토 타쿠의 일본의 만화이며, 2014년 6월호부터 10월호까지 「미라클 점프」(슈에이샤)에서 연재되었으며, 주간 영 점프로 옮겨 2015년 9호부터 연재중이다.

## 줄거리
U-16 일본 대표에 출전한 아오야마는 천재적인 축구 실력을 가졌으나 극심한 결벽증때문에 발로 차는것을 제외하면 헤딩도 슬라이딩도 안하는 인물이다. 그는 약한 고등학교인 후지미 고등학교에 진학하고, 자이젠 카오루 등 축구부원들과 함께 축구에 몰두한다. 그런 아오야마를 짝사랑하는 여학생 고토 모카가 축구부의 매니저로 들어가게 된다.

## 등장인물

### 후지미 고교 축구부
아오야마 (青山)
성우 : 오키아유 료타로, 마츠모토 사라 (유년 시절)
자이젠 카오루 (財前 かおる)
성우 : 세키 토모카즈, 코가 아오이 (유년 시절)
고토 모카 (後藤 もか)
성우 : 하루노 안즈
사카이 카즈마 (坂井 一馬)
성우 : 호시 소이치로
츠카모토 진 (塚本 仁)
성우 : 사카구치 다이스케
요시오카 타이치 (吉岡 太一)
성우 : 요시노 히로유키
이시카와 가쿠 (石川 岳)
성우 : 스기야마 노리아키
타다 히카루 (多田 光)
성우 : 키시오 다이스케
사토 키요시 (佐藤 清)
성우 : 하마노 다이키
우메야 츠바사 (梅屋 翼)
성우 : 나미카와 다이스케
타케이 미와 (武井 美和)
성우 : 네야 미치코

### 후지미 고교생
오자키 아츠무 (尾崎 篤夢)
성우 : 모리쿠보 쇼타로
나리타 시온 (成田 紫苑)
성우 : 노지마 히로후미
타무라 유리 (田村 百合)
성우 : 사토 리나
오다기리 미오 (小田切 美緒)
성우 : 나카하라 마이
리키이시 유코 (力石 結子)
성우 : 토다 메구미
위원장 (委員長)
성우 : 코가 아오이
카타히라 선생 (片平先生)
성우 : 마츠모토 사라
진나이 다이스케 (陣内 智則)
성우 : 하마노 다이키
아리가 사야카 (在賀 彩香)
성우 : 코가 아오이

### 오시가미 미나미 고교
타케치 아키라 (武智 彰)
성우 : 코야스 타케히토
타치바나 (立花)
성우 : 야마야 요시타카
이부키 세이고 (伊吹 誠吾)
성우 : 미키 신이치로
쿠라타 코즈에 (倉田 梢)
성우 : 엔도 아야

### 타케다 고교
오리하라 요우지 (折原 洋二)
성우 : 스즈키 타츠히사
카나 (カナ)
성우 : 누마쿠라 마나미

### 미나미다 부속 고교
카츠마츠 료 (門松 了)
성우 : 히라카와 다이스케

### 그 외
자이젠 파파 (財前 パパ)
성우 : 하야미 쇼
자이젠 마마 (財前 ママ)
성우 : 이노우에 키쿠코
자이젠 카린 (財前 香凛)
성우 : 타카하시 미나미
나카오 (仲)
성우 : 아카사카 마사유키